# Martignano
Martignano est une commune de la province de Lecce, dans les Pouilles, en Italie.

## Géographie
Montignano fait partie de la Grèce salentine.

## Administration
| Période                                  | Période  | Identité        | Étiquette    | Qualité |
| ---------------------------------------- | -------- | --------------- | ------------ | ------- |
|                                          |          | Antonio Tommasi |              |         |
| 15 juin 2004                             | En cours | Luigi Sergio    | Lista Civica |         |
| Les données manquantes sont à compléter. |          |                 |              |         |

### Communes limitrophes
Calimera, Caprarica di Lecce, Martano, Sternatia, Zollino.

### Évolution démographique
Habitants recensés

## Jumelage
- Kafar Matta (Liban).